# Anne Loaëc
Anne Loaëc,  född 14 december 1963 är en tidigare fransk landslagsmålvakt. Hon spelade som målvakt 1982–1997 219 landskamper för Frankrike.

## Karriär
Anne Loaëc växte upp i i Bretagne och spelade sedan inom klubbhandbollen sist för ASU Lyon Vaulx en Velin. 1985 blev hon fransk mästare med USM Gagny. Hon upprepade detta 1986–1987. Hon spelade även vid C-VM 1988 för Union Sportive Municipale Gagny 93 / USM Gagny. Klubben gick i konkurs 1996. Hon spelade då för ASU Lyon Vaulx en Velin. Hennes sista säsong i eliten slutade med att ASU Lyon blev nedflyttade från förstaligan, Under största delen av hennes landslagskarriär tillhörde Frankrike inte världstoppen och när man nådde världstoppen hade hon slutat spela i landslaget. Med 219 landskamper är hon en av spelarna med flest landskamper i Frankrike.